# 11079 Mitsunori
11079 Mitsunori è un asteroide della fascia principale. Scoperto nel 1993, presenta un'orbita caratterizzata da un semiasse maggiore pari a 2,6271857 UA e da un'eccentricità di 0,2010969, inclinata di 13,90495° rispetto all'eclittica.